# Ettore Vitale
Ettore Vitale (Napoli, 6 novembre 1844 – Napoli, 21 settembre 1935) è stato un ingegnere italiano.
È stato ingegnere civile e presidente del Consiglio di Amministrazione della Società per il Risanamento di Napoli.

## Biografia
Nacque dall'avvocato Gennaro Vitale, cavaliere di merito e proprietario di commenda dell'ordine costantiniano e da donna Adelaide Sarnelli. 
La nascita avvenne nel palazzetto di famiglia, sito in strada Cavone Sant'Efrem nuovo n. 22, l'attuale via Correra.
Nel 1862 si diplomò presso la Regia Scuola d'applicazione per gli ingegneri di Ponti e Strade, dedicandosi subito ad esercitare come ingegnere. Tra i primi lavori che gli furono commissionati vi fu quello relativo alla costruzione di un ramo della ferrovia calabro-lucana, in particolare la tratta Taranto-Trebisacce.
A seguito dell'introduzione di nuove disposizioni di legge in materia di esercizio della professione ingegneristica, Ettore tornò alla Scuola d'applicazione per conseguire nel 1866 la laurea richiesta, con una tesi dal titolo Dei nuovi metodi di fondazione.
La sua vita professionale fu prolifica, sia nell'ambito dei lavori pubblici sia nell'ambito di quelli privati.
Nel 1882, insieme all'ingegnere Sebastiano Tessitore fu chiamato a risolvere un problema che affliggeva la città di Napoli con conseguenze negative in termini di igiene. In particolare, si occupò della sistemazione delle fognature, suggerendo l'adozione del sistema Waring.
Nel 1890 il principe Giuseppe Caravita gli commissionò il progetto di costruzione e rifacimento del Palazzo Caravita di Sirignano sito in Riviera di Chiaia.
Tra gli incarichi privati vi fu quello di costruzione del Grand Hotel de Londres, sempre a Napoli. Tuttavia si segnalano anche: palazzo Monsolini in corso Vittorio Emanuele; palazzo Betocchi in via dei Mille. Non poche commissioni gli derivarono dai legami di parentela che nel tempo la famiglia era riuscita a stringere con componenti dell'aristocrazia e dell'alta borghesia napoletane.
Vitale si occupò anche di opere di carattere industriale, tra cui la realizzazione in Asmara, insieme all'ingegnere Giulio Mascoli, dell'impianto per la Società Ghiacciaie riunite dell'Eritrea, nonché la realizzazione, questa volta a Napoli, dell'impianto per la Società Ghiacciaie e Neviere napoletane, di cui lo stesso Vitale era azionista.
Nel 1918, Vitale realizzò un terzo impianto di celle frigorifere, in Libia, per la Società anonima delle Ghiacciaie della Libia.
Tuttavia, i maggiori riconoscimenti giunsero nel 1901 quando Vitale fu nominato presidente della società per il Risanamento di Napoli, carica che occupò ininterrottamente fino alla sua morte.
Il 5 settembre 1869 sposò la cugina Francesca Sarnelli, figlia dell'avvocato don Gennaro, segretario perpetuo della Camera Consultiva di Commercio di Napoli. A seguito del matrimonio si trasferì ad abitare in palazzo Sarnelli, dove nacquero i figli Adolfo, Elena, Riccardo, Arnoldo, Amedeo e Ugo.
Nel 1871 compare tra gli iscritti alla sede di Napoli del Club Alpino Italiano.

## Opere
- Lettera aperta dell'ing. Ettore Vitale in risposta all'esame comparativo dell'ing. prof. G. Bruno; 1884.
- Capitolato e tariffa di prezzi per lavori nella città di Napoli e sue adiacenze; 1897.
- Tetti e Sched-di ferro, di legname, di costruzione mista - Calcoli abbreviati; 1926.
- Elementi di costruzione in cemento armato; 1929.
- Solai in cemento armato per costruzioni civili: calcoli fatti; 1931.
- Muri in tufo di tipo economico, di sostegno delle terre; 1931.